# Мой золотой Иерусалим
Мой золотой Иерусалим (англ. Jerusalem the Golden) — роман Маргарет Дрэббл, опубликованный в 1967 году, за который она получила Мемориальную премию Джеймса Тейта Блэка в 1967 году.

## Развитие и название
Мой золотой Иерусалим напоминает ряд автобиографических элементов: как и Клара, Дрэббл выросла в Йоркшире, была средней из трёх сестёр, а некоторые персонажи напоминают членов её семьи. Миссис Моэм «основана на бабушке [Дрэббл] по материнской линии».
Название взято из одноимённого гимна; часто Дрэббл использует названия, указывающие на библейские отсылки: например, в «Жёрнове» и «Игольном ушке».

## Персонажи
- Клара Моэм — главный герой романа. Клара — молодая умная, привлекательная и способная студентка последнего года обучения в Лондонском университете[2].
- Клелия — художница и актриса, которой Клара завидует и хочет подражать[2].
- Миссис Моэм — «Несчастная» мать Клары, «основана на бабушке [Дрэббл] по материнской линии»[2]. Критик Лиза Аллардис приписывает подлый характер «ущемлённой внутренней жизни»[2].

## Темы
Как и многие другие романы Дрэббл, роман посвящён темам, касающимся женщин и гендера. Например, Г. Сучита описывает роман как проявление «либерационистских тенденций», наподобие феминистским тенденциям 1960-х годов. Сучита сравнивает главную героиню Клару с другими женскими персонажами: Эммой из «Года Гаррика» и Луизой из «Летней птичьей клетки», которые используют «секс как социальное продвижение», создавая власть над мужчинами посредством сексуального завоевания. Однако, как заметила критик Лиза Аллардис, Дрэббл не пишет «феминистских» романов, а «просто пишет об окружающем мире и о своём собственном опыте молодой женщины в тот период».
Точно так же, рецензируя роман для The Guardian, критик Лиза Аллардис отметила важность интенсивных женских отношений в формате, аналогичном другим романам Дрэббл, включая её более ранние романы: дебютный роман «Летняя птичья клетка» и «Водопад».

## Интертекстуальность
Дрэббл вписывает роман в более широкую литературную традицию, вызывая мотивы и черты из множества других произведений. Название является библейской отсылкой, и она «часто вызывает в памяти» Томаса Харди, явно отсылая к Тэсс из рода д’Эрбервиллей. Рецензируя книгу, критик Лиза Аллардис также отмечает близкое сходство структуры и сюжета романа с более поздним «Любовным экспериментом» Хилари Мантел.

## Оценка критики
Перечитывая роман во время его переиздания в Penguin Modern Classics, критик Лиза Аллардис назвала его «во многом сказкой своего времени». Аллардис охарактеризовала роман как успешный и демонстрирующий «моральную двусмысленность и мудрость ранних произведений Дрэббл, а также остроумие и элегантность её прозы». В заключение она заявила, что его следует читать так же хорошо, как и его предшественника, «Жёрнов».